# Sončev dan
Sončev dan je čas, v katerem za opazovalca na površini Zemlje Sonce enkrat navidezno obkroži Zemljo.
Poznamo dve obliki Sončevega dne:
- pravi Sončev dan
- srednji Sončev dan

## Pravi Sončev dan
Pravi Sončev dan se prične ob navideznem prehodu Sonca preko poldnevnika opazovalca. Sončev dan traja 24 ur do naslednjega prehoda Sonca preko poldnevnika. Takrat leži Sonce na nebu v južni smeri in je tudi najvišje (kulminacija). Sončne ure kažejo natančno 00 :00 (poldan). Ob 12 :00 je polnoč (seveda takrat sončne ure ne kažejo časa). Časovni interval med dvema prehodoma Sonca čez poldnevnik ni preko celega leta enak. Poleti se Sonce navidezno giblje hitreje po nebesni krogli, pozimi pa je to gibanje počasnejše (glej drugi Keplerjev zakon). Odvisnost obhoda od časa se imenuje časovna enačba. Dolžine pravih Sončevih dni se preko leta spreminjajo.

## Srednji Sončev dan
Pravi Sončev čas je zelo neprimeren za splošno uporabo zaradi neenakih Sončevih dnevov. Srednji Sončev dan je celoletno povprečje Sončevega dne. Sonce ni vedno v legi, ki ga določa trenutna Sončeva ura. Razlika je lahko tudi do 16 minut. Za splošno uporabo je bolj primeren srednji Sončev dan. Ta čas je določen z izmišljenim Soncem, ki bi v ravnini ekvatorja z enakomerno hitrostjo obkrožalo Zemljo (pri tem pa bi bilo v isti legi kot resnično Sonce, ko je Zemlja v odsončju oziroma prisončju) . S tem dobimo Sončeve dneve, ki imajo preko celotnega leta dolžino 24 ur. 
Srednji Sončev čas se je povečal za približno 2 milisekund odkar je bil dolg točno 86.400 s. Tako je bil leta 1999 dolg 86.400,002 s . V 100 letih se poveča za približno 1,4 ms. Povečanje srednjega Sončevega dne je posledica plimskega pospeška Lune in odgovarjajočega pojemajočega gibanja Zemlje.